# Торайгирова
Торайги́рова (каз. Торайғыров) — село у складі Баянаульського району Павлодарської області Казахстану. Адміністративний центр Торайгировського сільського округу.
Населення — 596 осіб (2021; 632 у 2009, 767 у 1999, 889 у 1989).
Національний склад станом на 1989 рік:
- казахи — 100 %

У радянські часи село називалось також Торайгир.